# 2. ŽNL Vukovarsko-srijemska NS Vukovar 2006./07.
U viši rang, odnosno 1. ŽNL Vukovarsko-srijemsku se plasirao pobjednik NK Hajduk Tovarnik, dok je u 3. ŽNL Vukovarsko-srijemska ispao NK Lovas

## Tablica
| Mj. | Klub                   | Sus. | Pobj. | Ner. | Por. | GR.   | Bod.        |
| --- | ---------------------- | ---- | ----- | ---- | ---- | ----- | ----------- |
| 1.  | NK Hajduk Tovarnik     | 22   | 17    | 2    | 3    | 80:27 | 53          |
| 2.  | HNK Borovo Vukovar     | 22   | 14    | 5    | 3    | 71:33 | 46 (-1) ↓ 1 |
| 3.  | HNK Radnički Vukovar   | 22   | 12    | 6    | 4    | 51:26 | 42          |
| 4.  | NK Croatia Bogdanovci  | 22   | 10    | 4    | 8    | 40:43 | 34          |
| 5.  | NK Hajduk Bapska       | 22   | 10    | 0    | 12   | 48:49 | 30          |
| 6.  | NK Vupik Vukovar       | 22   | 6     | 9    | 7    | 44:41 | 27          |
| 7.  | NK Mladost Svinjarevci | 22   | 7     | 6    | 9    | 41:44 | 27          |
| 8.  | NK Šarengrad           | 22   | 7     | 4    | 11   | 34:53 | 25          |
| 9.  | NK Borac Bobota        | 22   | 7     | 4    | 11   | 25:51 | 25          |
| 10. | NK Bršadin             | 22   | 6     | 6    | 10   | 37:55 | 24          |
| 11. | NK Sloga Borovo        | 22   | 6     | 2    | 14   | 29:50 | 20          |
| 12. | NK Lovas               | 22   | 5     | 2    | 15   | 33:61 | 17          |

## Rezultati
| NK Croatia Bogdanovci – HNK Radnički Vukovar 1:0 NK Sloga Borovo – NK Šarengrad 1:0 NK Bršadin – HNK Vupik Vukovar 1:1 NK Lovas – HNK Borovo Vukovar 1:4 NK Hajduk Tovarnik – NK Borac Bobota 8:1 NK Mladost Svinjarevci – NK Hajduk Bapska 2:1          | HNK Radnički Vukovar – NK Borac Bobota 6:1 HNK Borovo Vukovar – NK Hajduk Tovarnik 3:0 HNK Vupik Vukovar – NK Lovas 2:1 NK Hajduk Bapska – NK Bršadin 3:2 NK Šarengrad – NK Mladost Svinjarevci 2:2 NK Croatia Bogdanovci – NK Sloga Borovo 4:1 | NK Sloga Borovo – HNK Radnički Vukovar 3:1 NK Mladost Svinjarevci – NK Croatia Bogdanovci 0:2 NK Bršadin – NK Šarengrad 3:1 NK Lovas – NK Hajduk Bapska 0:2 NK Hajduk Tovarnik – HNK Vupik Vukovar 3:1 NK Borac Bobota – HNK Borovo Vukovar 1:5 |
| HNK Radnički Vukovar – HNK Borovo Vukovar 0:0 (16.09.) HNK Vupik Vukovar – NK Borac Bobota 2:0 NK Hajduk Bapska – NK Hajduk Tovarnik 0:3 NK Šarengrad – NK Lovas 2:2 NK Croatia Bogdanovci – NK Bršadin 0:0 NK Sloga Borovo – NK Mladost Svinjarevci 2:2 | NK Mladost Svinjarevci – HNK Radnički Vukovar 1:1 NK Bršadin – NK Sloga Borovo 2:1 NK Lovas – NK Croatia Bogdanovci 4:1 NK Hajduk Tovarnik – NK Šarengrad 3:1 NK Borac Bobota – NK Hajduk Bapska 1:2 HNK Borovo Vukovar – HNK Vupik Vukovar 3:3 | HNK Radnički Vukovar – HNK Vupik Vukovar 3:2 NK Hajduk Bapska – HNK Borovo Vukovar 2:3 NK Šarengrad – NK Borac Bobota 2:0 NK Croatia Bogdanovci – NK Hajduk Tovarnik 0:3 NK Sloga Borovo– NK Lovas 0:2 NK Mladost Svinjarevci – Brsadin 2:1     |
| NK Lovas – NK Mladost Svinjarevci 0:3 NK Hajduk Tovarnik – NK Sloga Borovo 5:0 NK Borac Bobota – NK Croatia Bogdanovci 1:0 HNK Borovo Vukovar – NK Šarengrad 3:0 HNK Vupik Vukovar – NK Hajduk Bapska 7:1 NK Bršadin – HNK Radnički Vukovar 0:3 ↓2       | NK Croatia Bogdanovci – HNK Borovo Vukovar 1:8 HNK Radnički Vukovar – NK Hajduk Bapska 2:1 NK Sloga Borovo – NK Borac Bobota 1:2 NK Mladost Svinjarevci – NK Hajduk Tovarnik 0:1 NK Bršadin – NK Lovas 2:0 NK Šarengrad – HNK Vupik Vukovar 1:1 | HNK Borovo Vukovar – NK Sloga Borovo 5:1 NK Lovas – HNK Radnički Vukovar 1:5 NK Hajduk Tovarnik – NK Bršadin 7:1 NK Borac Bobota – NK Mladost Svinjarevci 1:0 HNK Vupik Vukovar – NK Croatia Bogdanovci 2:1 NK Hajduk Bapska – NK Šarengrad 4:0 |
| HNK Radnički Vukovar – NK Šarengrad 6:0 NK Croatia Bogdanovci – NK Hajduk Bapska 1:0 NK Sloga Borovo – HNK Vupik Vukovar 1:2 NK Mladost Svinjarevci – HNK Borovo Vukovar 2:2 NK Bršadin – NK Borac Bobota 1:2 NK Lovas – NK Hajduk Tovarnik 1:9          | NK Hajduk Tovarnik – HNK Radnički Vukovar 1:1 NK Borac Bobota – NK Lovas 2:0 HNK Borovo Vukovar – NK Bršadin 7:1 HNK Vupik Vukovar – NK Mladost Svinjarevci 3:3 NK Hajduk Bapska – NK Sloga Borovo 7:1 NK Šarengrad – NK Croatia Bogdanovci 2:3 | HNK Radnički Vukovar – NK Croatia Bogdanovci 3:2 NK Šarengrad – NK Sloga Borovo 3:2 NK Hajduk Bapska – NK Mladost Svinjarevci 4:2 HNK Vupik Vukovar – NK Bršadin 2:2 HNK Borovo Vukovar – NK Lovas 3:0 NK Borac Bobota – NK Hajduk Tovarnik 0:2 |
| NK Borac Bobota – HNK Radnički Vukovar 1:1 NK Hajduk Tovarnik – HNK Borovo Vukovar 3:0 NK Lovas – HNK Vupik Vukovar 2:2 NK Bršadin – NK Hajduk Bapska 1:4 NK Mladost Svinjarevci – NK Šarengrad 4:4 NK Sloga Borovo – NK Croatia Bogdanovci 2:4          | HNK Radnički Vukovar – NK Sloga Borovo 3:1 NK Croatia Bogdanovci – NK Mladost Svinjarevci 1:0 NK Šarengrad – NK Bršadin 3:1 NK Hajduk Bapska – NK Lovas 4:2 HNK Vupik Vukovar – NK Hajduk Tovarnik 3:5 HNK Borovo Vukovar – NK Borac Bobota 6:0 | HNK Borovo Vukovar – HNK Radnički Vukovar 0:2 NK Borac Bobota – HNK Vupik Vukovar 3:2 NK Hajduk Tovarnik – NK Hajduk Bapska 3:0 NK Lovas – NK Šarengrad 4:0 NK Bršadin – NK Croatia Bogdanovci 0:0 NK Mladost Svinjarevci – NK Sloga Borovo 2:0 |
| HNK Radnički Vukovar – NK Mladost Svinjarevci 2:0 NK Sloga Borovo – NK Bršadin 3:0 NK Croatia Bogdanovci – NK Lovas 5:2 NK Šarengrad – NK Hajduk Tovarnik 0:2 NK Hajduk Bapska – NK Borac Bobota 3:0 HNK Vupik Vukovar – HNK Borovo Vukovar 1:1          | HNK Vupik Vukovar – HNK Radnički Vukovar 2:2 HNK Borovo Vukovar – NK Hajduk Bapska 6:3 NK Borac Bobota – NK Šarengrad 1:2 NK Hajduk Tovarnik – NK Croatia Bogdanovci 5:2 NK Lovas – NK Sloga Borovo 0:2 NK Bršadin – NK Mladost Svinjarevci 4:2 | HNK Radnički Vukovar – NK Bršadin 4:1 NK Mladost Svinjarevci – NK Lovas 5:2 NK Sloga Borovo – NK Hajduk Tovarnik 1:2 NK Croatia Bogdanovci – NK Borac Bobota 0:0 NK Šarengrad – HNK Borovo Vukovar 3:4 NK Hajduk Bapska – HNK Vupik Vukovar 2:1 |
| NK Hajduk Bapska – HNK Radnički Vukovar 2:3 HNK Vupik Vukovar – NK Šarengrad 4:0 HNK Borovo Vukovar – NK Croatia Bogdanovci 4:5 NK Borac Bobota – NK Sloga Borovo 1:1 NK Hajduk Tovarnik – NK Mladost Svinjarevci 6:2 NK Lovas – NK Bršadin 4:1          | HNK Radnički Vukovar – NK Lovas 2:0 NK Bršadin – NK Hajduk Tovarnik 4:3 NK Mladost Svinjarevci – NK Borac Bobota 4:3 NK Sloga Borovo – HNK Borovo Vukovar 0:2 NK Croatia Bogdanovci – HNK Vupik Vukovar 1:1 NK Šarengrad – NK Hajduk Bapska 2:0 | NK Šarengrad – HNK Radnički Vukovar 2:1 NK Hajduk Bapska – NK Croatia Bogdanovci 2:4 HNK Vupik Vukovar – NK Sloga Borovo 0:2 HNK Borovo Vukovar – NK Mladost Svinjarevci 1:0 NK Borac Bobota – NK Bršadin 2:2 NK Hajduk Tovarnik – NK Lovas 3:4 |
| HNK Radnički Vukovar – NK Hajduk Tovarnik 3:3 NK Lovas – NK Borac Bobota 1:2 NK Bršadin – HNK Borovo Vukovar 4:4 NK Mladost Svinjarevci – HNK Vupik Vukovar 3:0 NK Sloga Borovo – NK Hajduk Bapska 3:1 NK Croatia Bogdanovci – NK Šarengrad 2:4          | | |